# William Beauclerk
Pour les articles homonymes, voir William Beauclerk (homonymie) et Beauclerk.
William Beauclerk (22 mai 1698 - 1733) est un officier de l'armée britannique et un homme politique qui siège à la Chambre des communes de 1724 à 1733.

## Biographie
Il est le deuxième fils de Charles Beauclerk (1er duc de Saint-Albans), et de son épouse Lady Diana de Vere, fille d'Aubrey de Vere (20e comte d'Oxford). Il fait ses études au Collège d'Eton en 1707 et s'enrôle dans l'armée. Il est lieutenant au Régiment royal de la Reine en 1716 et capitaine au Horse Guards en 1721. Il épouse Charlotte Werden, fille de John Werden, 2e baronnet le 13 décembre 1722.
Il est élu député de Chichester lors d'une élection partielle le 20 janvier 1724 avec le soutien de son cousin Charles Lennox. Il soutient l'administration tout au long de son mandat au Parlement. Il est réélu à Chichester lors des élections générales de 1727. En 1728, il est nommé vice-chambellan de la maison de la reine Caroline.
Il est décédé le 23 février 1733. Il laisse deux fils et deux filles. Ses frères Charles Beauclerk (2e duc de Saint-Albans), Vere Beauclerk (1er baron Vere), Henry, Sidney Beauclerk et George Beauclerk sont également députés.